# Heliodorus cochisensis
Heliodorus cochisensis là một loài ruồi trong họ Tachinidae.